# Kiss My Jazz
Kiss My Jazz was een Antwerpse groep die ontstond in 1991. Hun muziek is een mix van jazz, rock en experimentele muziek. Stichtend lid is zanger-gitarist Rudy Trouvé, voormalig groepslid van dEUS. Kiss My Jazz bestond uit een beperkt aantal kernleden, voortdurend bijgestaan door bevriende muzikanten uit andere groepen.
We zijn begonnen met de bedoeling een naïeve en punkerige versie van Chet Baker te maken. Iets Nat King Cole-achtigs, of nog beter, de sfeer van The Singing Detective met daarbij invloeden zoals Captain Beefheart, James Chance, Rip Rig & Panic en Pavement.
In de loop van de jaren negentig bracht de groep 3 full-cd's en enkele ep's uit op het eigen label Heavenhotel. In januari 2000 ontbond Rudy Trouvé de groep zonder aanwijsbare reden.

## Vaste groepsleden
- Rudy Trouvé (zang, gitaar)
- Elko Blijweert (gitaar)
- Jacki Billet (basgitaar)
- Aarich Jespers (drums)
- Heyme Langbroek (trompet, saxofoon)
- Mathias Broeckaert (saxofoon, trompet)
- Stef Kamil Carlens (zang, basgitaar, drums)
- Tomas de Smet (bas)
- Dirk d'Hooghe (percussie, saxofoon)
- Buni Lenski (viool)
- Simon Lenski (cello)
- Mark Meyers (zang)
- Mauro Pawlowski (gitaar)
- Sigrid Van Rosendaal (keyboards)
- Craig Ward (zang, gitaar)
- Viking Dave Robertson (zang)

## Albums
- In Docs Place Friday Evening, 1996, Knitting Factory
- In Coffee We Trust, 1996, Knitting Factory
- In the Lost Souls Convention, 1997, Heaven Hotel
- Stained Glass EP, 1998, Heaven Hotel
- In a Service Station, 1999, Heaven Hotel